# El Periódico para Todos
El Periódico para Todos fue una revista semanal publicada en Madrid entre 1872 y 1883.

## Descripción
Su primer número apareció en 1872. Editada en Madrid, esta publicación literaria tuvo un precio asequible. Cesó en 1883. Entre los numerosos autores que participaron en sus páginas, se encuentra Pedro Escamilla, que aportó diversos relatos, que incluían textos de carácter legendario, fantástico y «seudofantástico».